# Aenictus silvestrii
Aenictus silvestrii är en myrart som beskrevs av Wheeler 1929. Aenictus silvestrii ingår i släktet Aenictus och familjen myror. Inga underarter finns listade i Catalogue of Life.

## Bildgalleri